# خلقة السفلى (نهم)

تعديل مصدري - تعديل

خلقة السفلى هي إحدى قرى عزلة عيال صياد بمديرية نهم التابعة لمحافظة صنعاء، بلغ تعداد سكانها 686 نسمة حسب تعداد اليمن لعام 2004.